# به‌تو (بازیکن فوتبال، زاده ۱۹۷۵)
ژوبرت آراخو مارتینز (به پرتغالی: Joubert Araújo Martins) هافبک اهل برزیل است که در شهر کویابا و در تاریخ ۷ ژانویهٔ ۱۹۷۵ به دنیا آمده‌است.
به‌تو در تیم‌های فوتبال Botafogo، ناپولی، Grêmio، فلامینگو، سائوپائولو، فلامینگو، Fluminense، کونسادول ساپورو، واسکو دوگاما، سانفریس هیروشیما، Itumbiara, Brasiliense، واسکو دوگاما، Confiança سابقهٔ حضور دارد.